# Саввинов, Егор Гаврилович
Егор Гаврильевич Саввинов (1930—1996) — советский хозяйственный деятель, депутат Верховного Совета СССР VI созыва (1962—1966).
Родился в Вилючанском наслеге Сунтарского района.
После окончания сельхозтехникума работал главным зоотехником в совхозах «Тойбохойский» и «Дюллюкю», в управлениях сельского хозяйства района и улуса.
С 1965 по 1968 г. — председатель Усть-Алданского райисполкома, затем — директор совхоза «Верхневилюйский», главный зоотехник Сунтарского управления сельского хозяйства.
Заслуженный зоотехник РСФСР.
Депутат Верховного Совета СССР VI созыва (избран 18 марта 1962 г.).
Умер 27 декабря 1996 года.